# لورينا (مغنية)
لورينا (بالإسبانية: Lorena Gómez Pérez)‏ هي مغنية إسبانية، ولدت في 12 أبريل 1986 في لاردة في إسبانيا.

## وصلات خارجية
- لورينا على موقع IMDb (الإنجليزية)
- لورينا على موقع ميوزك برينز (الإنجليزية)
- لورينا على موقع قاعدة بيانات الفيلم (الإنجليزية)